# Bistolida stolida
Bistolida stolida is een slakken soort uit de familie Cypraeidae. De wetenschappelijke naam werd gepubliceerd in 1758 door Carl Linnaeus in de tiende editie van Systema naturae.